# 서울신림초등학교
서울신림초등학교(서울新林初等學校)는 대한민국 서울특별시 관악구에 있는 공립 초등학교이다.

## 학교 연혁
- 1970년 5월 25일 서울신림초등학교 개교(43학급)
- 2009년 12월 9일 다목적강당 개관식
- 2011년 8월 1일 화장실 온수시설 설치
- 2011년 9월 1일 제12대 노홍찬 교장 부임
- 2015년 9월 1일 제13대 조희자 교장 부임
- 2017년 9월 1일 제14대 김미옥 교장 부임
- 2019년 3월 1일 제15대 노은주 교장 부임
- 2020년 5월 25일 개교 50주년

## 참고 자료
- 서울신림초등학교 - 한국교육학술정보원 학교알리미